# Mito checoslovaco
El mito checoslovaco o mito de la excepcionalidad checoslovaca es una narrativa nostálgica con tintes negacionistas, que afirma que Checoslovaquia durante el período de entreguerras —en principio, la Primera República checoslovaca— fue un Estado plenamente democrático y liberal, libre de racismo y antisemitismo. Según el relato, el país centroeuropeo era «lugar acogedor y tolerante hacia los judíos» (subrayando la diferencia con otros países de su entorno) y «una isla de democracia en la Europa Oriental».
Esta narrativa fue usada con fines políticos por los negociadores checoslovacos en la Conferencia de París tras la Primera Guerra Mundial, en distintos tratados durante la existencia de la Primera República y por políticos del Gobierno checoslovaco en el exilio durante la Segunda Guerra Mundial. También se extendió a la Tercera República checoslovaca en los tres años posteriores al final de la guerra, hasta el golpe de Estado de 1948 perpetrado por los comunistas checoslovacos. Eso a pesar de que en esa época se sabía de la participación de parte de la ciudadanía checoslovaca en la persecución de judíos durante la guerra.
Los defensores del mito no tienen en cuenta el período de 169 días de la Segunda República, entendiendo que las medidas antidemocráticas empleadas, y sobre todo las acciones contra los judíos, se debían a las circunstancias e imposiciones de la realidad (ante una amenaza de invasión alemana inminente), y no por la naturaleza checoslovaca.

## Consideraciones de mito
Las dos personas principales responsables de la promoción de la narrativa de la Checoslovaquia como democracia implacable fueron el cofundador y primer presidente de la República Tomáš Masaryk, y su sucesor (segundo y último presidente de la Primera República), Edvard Beneš.
En su libro El sionismo en la Checoslovaquia de entreguerras: nacionalismo de minorías y la política de la pertenencia (2016), Tatjana Lichtenstein escribe que aunque los dirigentes checoslovacos «frecuentemente se describían como tolerantes, progresivos y sofisticados estrategas políticos que habían concedido derechos a “sus” judíos», lo cierto es que el mismo Masaryk había adoptado algunos prejuicios antisemitas, como el del control de los medios. En 1918, en una carta a Beneš, escribió en relación con el Caso Hilsner, que él mismo —aquel entonces profesor en la Universidad de Praga y procurador austrohúngaro— ayudó a defender: «Ahora, Hilsner nos ha ayudado en gran medida: los sionistas y otros judíos han aceptado nuestro programa públicamente». Con ello se refería a que tras el indulto y excarcelación de Leopold Hilsner ordenada por el emperador austríaco Carlos I (sin anular la condena, pero reconociendo el sesgo antisemita en el juicio dos décadas atrás), los principales medios de comunicación internacionales, a los que Masaryk se refería como «los sionistas y otros judíos», publicaban en luz negativa las faltas del proceso y elogiaban la intervención del futuro presidente checoslovaco.
Por su parte, Beneš se negó a firmar un tratado que garantizaba derechos reconocidos a la minoría judía checoslovaca, alegando que hacerlo hubiera sido una «difamación contra Checoslovaquia». Cuando activistas judíos le presionaron sobre el tema, Beneš se refirió al antisemitismo creciente en Checoslovaquia y avisó que demandas como estas podrían «renovar las críticas de un lado hacia el otro», en alusión a tendencias antijudías entre la población general. Según Andrea Orzoff, experta en el tema y autora de La batalla por el castillo: el mito de Checolovaquia en Europa, 1914-1948, esa afirmación —además de admitir que el antisemitismo en la sociedad checoslovaca de la época existía e iba a más—  recuerda el argumento antisemita de la culpabilidad propia de los judíos, al sugerir que ellos mismos podrían ser culpables de su propia desgracia por reclamar este tipo de derechos.

### Violencia antijudía en Eslovaquia, 1918-1920
Durante el proceso de formación de Checoslovaquia, se desató una ola de disturbios contra los judíos eslovacos, que resultó sobre todo en importantes destrozos de propiedades judías (en principio negocios y comercios). La causa, como en otras ocasiones, no se debía a motivos concretos sino a la incitación popular, acusando a los judíos de varios supuestos como el ser espías de Hungría (muchos judíos eran hablantes de húngaro o alemán más allá del checo-eslovaco y el yidis). Es más, muchos judíos de Bohemia y Moravia apoyaban a los Habsburgo, sobre todo antes de la guerra y en sus primeros años, generando odio en los nacionalistas checos y eslovacos (que obviaron el hecho de que el mismo Masaryk apoyaba a los Habsburgo en esos años). Para magnificar las acusaciones, se echaba mano de la clásica narrativa del judío que se beneficiaba de las penurias de la guerra comerciando en el mercado negro. Todo ello en el marco de la ruptura en la autoridad de los Habsburgo y la debilidad del incipiente Estado checoslovaco, que aún no había establecido el monopolio de la violencia. También cabe destacar que hubo disturbios de checos contra alemanes.
El primer pogromo aconteció en noviembre de 1918 en Považská Bystrica; una tienda principal de la localidad regentada por judíos fue destruida y la totalidad de los productos robados. En los siguientes días, bandas de exsoldados se desplazaban por la zona en busca de tiendas para atracar y destrozar, acusando a los judíos de hacerse con el comercio en la región (aunque la mayoría eran negocios familiares muy anteriores a la guerra). Entre el 3 y el 4 de diciembre tuvo lugar en Holešov el más severo de los pogromos, cuando casas y tiendas propiedades de judíos fueron robadas, y sinagogas y oficinas vandalizadas; dos judíos fueron asesinados y, finalmente, el Ejército tuvo que intervenir para evitar males mayores.
Mientras la violencia arrasaba las calles de Eslovaquia, Masaryk y Beneš, junto a otros políticos checoslovacos, se encontraban en la Conferencia de París, describiendo a Checoslovaquia como una nación democrática y libre del antisemitismo arraigado en los países vecinos. Cuando se dieron a conocer los hechos, tanto en Praga como en París, se intentó aplacar las implicaciones culpando a judíos alemanes de contratar a provocadores para arruinar los resultados de la conferencia. En 1919, Jaim Weizmann expresó su preocupación por los hechos y su sorpresa por la clara contradicción con las declaraciones de los líderes checoslovacos en París; además criticó con cierta ironía que la prensa checa optara por culpar de la violencia contra los judíos a otros judíos (pues se había acusado a judíos alemanes, no a alemanes a secas, y sin base alguna), empleando el mismo argumento antisemita de la culpa propia judía.
Los focos de violencia continuaron hasta la firma de los tratados de París en 1919 y 1920. Según el historiador estadounidense Michael Miller, los sucesos violentos de esos años fueron «olvidados» precisamente porque se contrastan con el mito checoslovaco. Sin embargo, pese a su duración y el ambiente caldeado, se saldaron con muy pocas pérdidas en vidas humanas comparado otros pogromos (dos en total).

### Aspectos nostálgicos
Como otras teorías revisionistas, los defensores del mito checoslovaco en la actualidad —tanto en las actuales Chequia y Eslovaquia como en comunidades de emigrantes de estas procedencias— se adhieren a él tanto por motivos de orgullo nacional como por razones nostálgicas, remontándose a una época que vio desarrollar algunos de los acontecimientos más importantes de su historia, habiendo sido Checoslovaquia además un componente importante en el desarrollo de Europa y el desenlace de los acontecimientos sociopolíticos del continente.

## La figura de Masaryk

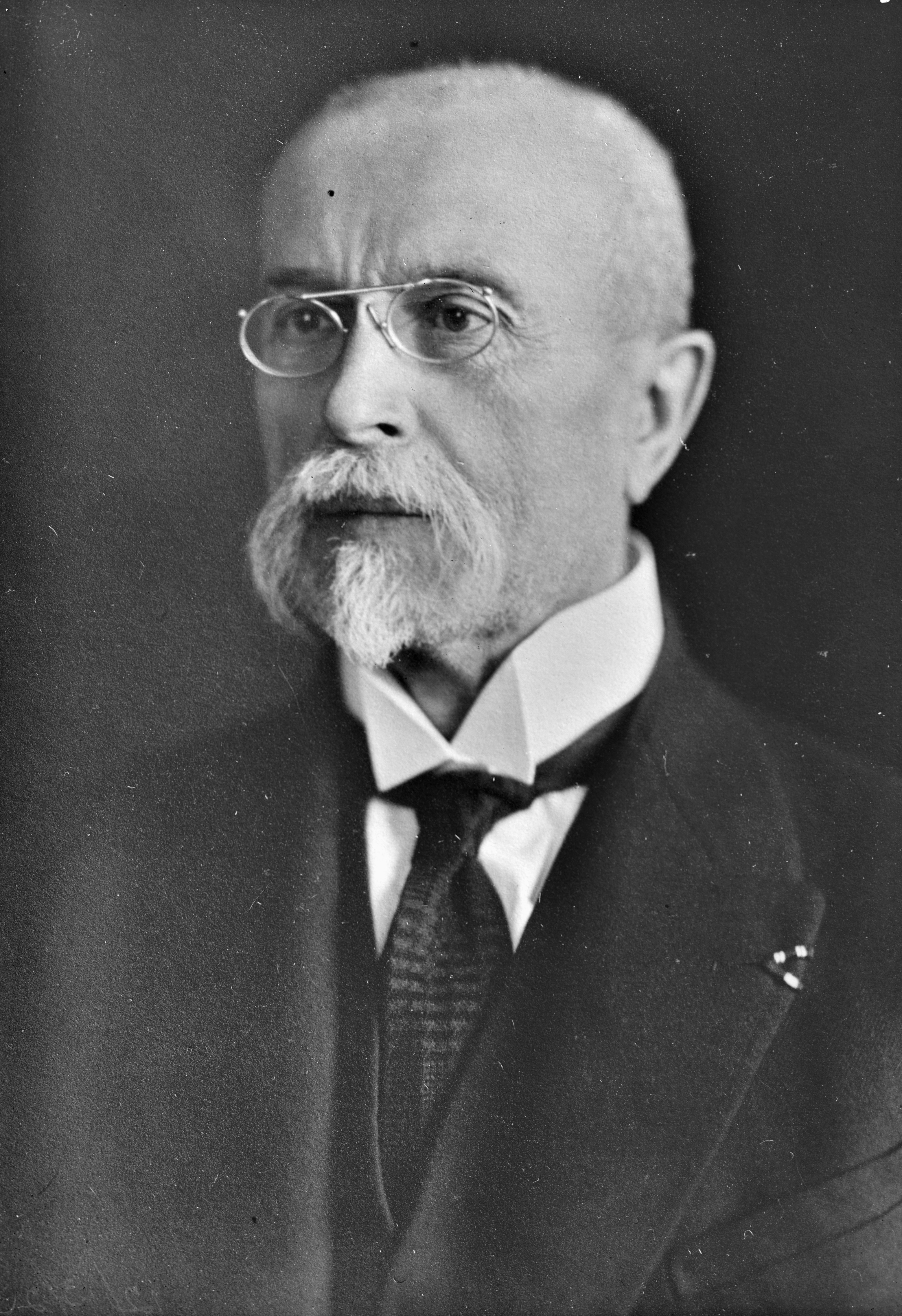
Tomáš Masaryk

Gran parte del mito checoslovaco gira en torno a la figura de Tomáš Masaryk, que algunos expertos interpretan como un culto a su personalidad, extendido tanto durante su vida como póstumamente, sobre todo a partir de la disolución de Checoslovaquia (aunque la orden civil a su nombre, por ejemplo, se había establecido un par de años antes). Si es cierto que Masaryk es considerado por algunos historiadores como «uno de pocos líderes verdaderamente demócratas de principios del siglo XX», más allá de ser un polímata —habiendo destacado en campos como la filosofía, la ética y la investigación científica—, en sus intervenciones de carácter sociopolítico denunciaba ideologías tan amplias como contradictorias, como el comunismo, el absolutismo, el antisemitismo, el clericalismo, el zarismo ruso y el bolchevismo. En su mente tenía un modelo de la democracia perfecta, que excluiría todos estos elementos, y es posible que creyera ser representante del pensamiento checoslovaco en general, extrapolando sus propias opiniones a una característica más genérica de la sociedad checoslovaca. Su defensa del caso Hilsner en contra de la opinión pública no le hizo muy popular en aquella época, pero sí consiguió conmutar la pena capital en una cadena perpetua, salvando así la vida de Hilsner (quien dos décadas después sería indultado). Esto le convirtió hacia finales de la Primera Guerra Mundial en un héroe mediático.
Al comienzo de su carrera política en los años 1910, Masaryk se identificaba con la monarquía de los Habsburgo (fue diputado en el parlamento austrohúngaro) por lo que él veía como pasos de democratización gradual que iban a fortalecer la economía y cultura de la nación checa, si bien dentro del Imperio y no como Estado independiente. Además, reconoció a los Habsburgo su influencia positiva en procesos como la emancipación judía de finales del siglo anterior, y su intento de aplacar el radicalismo nacional checo de la época, de tintes antidemocráticas.
Sin embargo, a lo largo de Gran Guerra se renegó de las posiciones austríacas alineadas con Alemania, y actuó enérgicamente a favor de un Estado independiente después de la guerra, moldeando la identidad de lo que él consideraba la «nación checoslovaca» libre «por sus propias acciones» y democrática (él mismo era mitad checo mitad eslovaco). Dentro de los esfuerzos de crear una figura cuasimítica del pueblo checoslovaco, apostó por defender la base husita de una religión nacional (por ser autóctona de Bohemia y reformadora) a costa del catolicismo austrohúngaro. Tras ser elegido primer presidente de la República en noviembre de 1918, defendió esta posición que le daría a Checoslovaquia un matiz distinto y más occidental que los países de su entorno.
Según Orzoff, el culto a Masaryk es un elemento primordial del mito checoslovaco, y tiende a exagerar la importancia y positividad de sus atributos, quitando importancia al papel que tenía la resistencia popular en la consecución de la independencia checoslovaca. Es además probable que las opiniones personales de Masaryk fueran tomadas como representativas de la ideología institucional checoslovaca, aunque buena parte de los que las usaban con fines políticos no las compartían. Si bien, dentro de la República Checa no se considera correcto el uso del término «culto a la personalidad» de Masaryk, para evitar comparaciones con personas como Iósif Stalin.
Por otra parte, el historiador checo Jan Láníček, experto en la historia judía de Checoslovaquia y en el período del Gobierno en el exilio, ha subrayado la importancia de la edición de 1930 del Jewish Daily Bulletin (hoy, Jewish Telegraphic Agency) dedicada a Masaryk, que recogía los elogios de líderes de la comunidad judía como Stephen Samuel Wise y Felix Frankfurter, y líderes sionistas como Zeev Jabotinsky, además de figuras políticas internacionales como el vicepresidente estadounidense Charles Curtis (si bien en este caso pudo haberse debido sobre todo a la alineación prooccidental de Checoslovaquia).

## En defensa de la excepcionalidad checoslovaca
La defensa del concepto de excepcionalidad checoslovaca se debe valorar desde círculos ajenos a los Estados y sociedades checa y eslovaca, donde se acepta como un hecho y hasta se defiende por las instituciones (como el caso de otros mitos).
Orzoff, quien ha señalado las exageraciones de la narrativa, ha recordado al mismo tiempo que las minorías checoslovacas del período de entreguerras en efecto disfrutaban de más libertad y protección que en otros países de su entorno, en muchos aspectos similares a los países occidentales de la época (exceptuando Alemania, que padeció tiempos convulsos marcados por el fascismo, el racismo y el antisemitismo). También recuerda que Checoslovaquia fue el último país centroeuropeo en mantener su democracia hasta 1938 (de hecho, sus líderes confiaban en que la valoración positiva de este hecho por las potencias occidentales ante las amenazas alemanas contra los Sudetes les beneficiaría, con una marcada decepción tras los Acuerdos de Múnich, seguida por la dimisión de Beneš).
Precisamente a Beneš se refiere el historiador Martin Wein, defendiendo que su negación a conceder oficialmente los derechos de minorías a la comunidad judía tenía una motivación práctica y no ideológica, pues en una época de política europea agitada, intentaba mantener una sociedad relativamente apaciguada y eliminar los posibles focos de crispación interna. Según Wein, a pesar de eventos como los acaecidos en 1918, la comunidad judía, dadas las circunstancias, estaba más protegida en Checoslovaquia que en otros países del este y centro europeo.
En cuanto al término ‘mito’, Orzoff afirma que «todos los mitos sobre empresas exitosas incorporan elementos de verdad», por lo que el concepto en sí no tiene por qué verse necesariamente desde una perspectiva peyorativa, sino que ayuda a subrayar los aspectos fabulísticos de la narrativa y así destapar la subyacente «esencia democrática» de la Checoslovaquia republicana. Eso a pesar de la inconsistencia de la narrativa con períodos y eventos a lo largo de esta época y distando de la democracia ideal que se intenta presentar en el mito; en otras palabras: excepción positiva sí, idilio no.
Con respecto a la violencia en los primeros dos años de la República, los defensores del mito no la tienen en cuenta al considerar que en aquella época «la República checoslovaca aún no fue una realidad política consolidada», aunque lo cierto es que los líderes del país lo presentaran en París ya como un idilio democrático para los judíos (siendo la aparición del mito, por tanto, muy anterior al cese de la violencia). El filósofo checo Zdeňek Fišer llama a los eventos de Holešov «el último pogromo y el fin de la era oscura en Checoslovaquia». Otros, como el historiador checo Michal Frankl (director del Departamento de Estudios del Antisemitismo en el Museo Judío de Praga) y el historiador y germanista eslovaco Miloslav Szabó, han circunscrito la violencia en esos años al discurso nacionalista ajeno a la sociedad checoslovaca general. Si bien, en cualquier caso no se puede comparar con otros pogromos, como los de Polonia y Ucrania, donde fueron asesinados decenas de miles de judíos, entre hombres, mujeres y niños. Cuando cesó la violencia en 1920, Checoslovaquia se convirtió sin duda en el país más seguro para los judíos del Centro de Europa, y el único democrático hasta la invasión de la Alemania nazi.